# إليسا أوريتشيو
إليسا أوريتشيو (بالإيطالية: Elisa Oricchio)‏ (مواليد 1979) هي باحثة إيطالية في السرطان ومكتشفة أن EPHA7 (نوع بروتين) يفعل الجين الكابت للورم عند مرضى اللمفوما الجريبية. تم منحها جائزة مؤسسة لوريني وجائزة بلافتنيك للعلماء الشباب تقديرًا لاكتشافها.

## سيرتها الشخصية
ولدت إليسا أوريتشيو في عام 1979 وترعرعت في سيلينتو، إيطاليا. حصلت على شهادة البكالوريوس واكملت دراستها للحصول على شهادة الماجستير في الأحياء من جامعة سابينزا روما. وفي عام 2008، حصلت على شهادة الدكتوراه في الأحياء الدقيقة الطبية والمناعة من جامعة روما تور فيرغاتا. ثم انتقلت أوريتشيو إلى الولايات المتحدة الأمريكية بعدها مباشرًة تقريبًا لتبدأ بحث ما بعد الدكتوراه في مرکز سرطان مموريال اسلون كيتيرينغ في مدينة نيويورك. اكتشفت في بحثها عام 2011 أن خلايا الورم التي تمت معالجتها بواسطة EphA7 النقي (بروتين مضاد للورم) قد ماتت، والذي كان بحثًا ذو أهمية في مجال قليل البحوث. وقد حصل اكتشافها على منحة من سلوان كيتيرينغ وزمالة من مؤسسة ليمفوما للبحوث لإجراء مزيد من الدراسات عن سرطان الغدد الليمفاوية الجريبي. وبالإضافة إلى أموال البحوث، حصلت على جائزة مؤسسة لوريني في 7 مايو من عام 2012 في ميلان، إيطاليا وكذلك جائزة بلافاتنيك للعلماء الشباب في مدينة نيويورك، في نفس السنة.
في عام 2012، حدد بحثها أن 70% من المرضى بسرطان الغدد الليمفاوية الجريبي قد فقدوا مستقبِل EphA7  وكانت تختبر طرق لإعادة إدخال البروتين في الخلايا. ولأن النجاح لم يكن حليف العلاجات الكيميائية التقليدية، فقد مُوِلَ عمل أوريتشيو بشكل متكرر. ومنحت زمالة ثانية من جمعية سرطان الدم والأورام اللمفاوية  ومنحة من معاهد الصحة الوطنية في الولايات المتحدة. في عام 2013، مُنحت أوريتشيو جائزة لوحة من بلدة فالو ديلا لوكانيا في منطقة مسقط رأسها في إيطاليا لبحثها، الذي كان ناجحا في تطوير نموذج فأري. في عام 2014، تم توظيفها كباحثة من قِبل المعهد الفدرالي السويسري للتكنولوجيا في زيورخ ولتدعم إنشاء مركز سرطان سويسري جديد في لوزان في جامعة مستشفى لوزان. وقد منح المعهد السويسري لأبحاث السرطان التجريبية منصب كرسي الإستاذية إلى أوريتشيو في علم الأورام الانتقالي وفُعِلَ في 1 نوفمبر 2014، ثم أصبحت أستاذة مساعدة دائمة في مدرسة لوزان الاتحادية للفنون التطبيقية، كلية علوم الحياة.

## منشورات مختارة
- 21 يناير 2006 : "يتم تفعيل ATM افتراضيًا في الانقسام المتساوي، وتتمركز في الجسيمات المركزية وتراقب تمام محور الانقسام"
- 20 مايو 2008 : الناسخ العكسي باطني النمو كوسيط للتأثيرات المضادة للتكاثر والتمايز لحمض الأورسوليك في خطوط الخلايا السرطانية البشرية "
- 28 إبريل 2010: يحدد حائل التداخل التي يتوسط فيها الحمض النووي الريبي على مستوى الجينوم أهداف مير -19 في سرطان الدم الليمفاوي الحاد في الخلايا التائية الناجم عن الحز".
- نوفمبر وديسمبر 2010: "نماذج سرطان من الفئران كمرشحات بيولوجية لبيانات جينية معقدة"
- أكتوبر 2011: " A7مُستقبل Eph هو ورم قابل للذوبان ويكبت اللمفوما الجريبية"
- 15 مارس 2012: استخراج جينوم السرطان يكشف النشاط العلاجي لدى EphA7 ضد اللمفوما"
- يوليو 2013: الجينومات الفعالة تقود إلى علاجات جديدة في اللمفوما الجريبية"
- يونيو 2014: اضطراب متكرر في مسار RB في اللمفوما الجريبية بطيئة النمو يشير إلى علاج مركب جديد"